# Военно-исторический музей Восточного (Дальневосточного) военного округа
Вое́нно-истори́ческий музе́й Восто́чного (Дальневосто́чного) вое́нного о́круга — музей Восточного военного округа в Хабаровске, ранее назывался Музей истории КДВО.

## Создание
Здание на ул. Шевченко, 20 построено в 1904—1907 гг., до 1930 года в нём размещался Государственный банк.
С 1930 по 1983 год в здании находились военные учреждения, в 1945 году во время Советско-японской войны в здании размещался штаб 2-го Дальневосточного фронта, укреплена памятная доска, посвящённая Маршалу Советского Союза Василевскому.
Музей открыт 9 мая 1984 года. Часть экспонатов перенесена из Дома Офицеров Восточного военного округа.
В музее представлены документы, фотографии, знамёна, экспонаты о всех периодах истории Дальневосточного военного округа, начиная с Гражданской войны на Дальнем Востоке и по наше время.
В 2012 году Военно-исторический музей Восточного (Дальневосточного) военного округа по приказу бывшего Министра обороны Сердюкова был закрыт. Доступ посетителей в залы был прекращён, часть сотрудников была уволена. В конце 2013 года музей возобновил работу, но работал из-за недостатка сотрудников только по заявкам. Для обслуживания 12 залов музея необходимо порядка 30 человек, но штат состоял лишь из 5 сотрудников.
С августа 2021 года музей работает в обычном режиме с 10:00 до 17:00, кроме понедельника. Для посещения не нужна предварительная запись.
Ведется страница музея соц.сети Вконтакте(https://vk.com/vizvvo) и в Одноклассниках (https://ok.ru/profile/582774689651). Принимается пушкинская карта.

## Экспозиции
Уникальные экспозиции музея отражают длинный путь, который прошел Краснознаменный Дальневосточный военный округ, который с момента своего возникновения решал задачу по укреплению обороноспособности восточных рубежей страны. Музей насчитывает более 20 тысяч различных экспонатов, которые связаны с историей этого воинского образования. Здесь имеется множество материалов, включающих в себя подлинные фотографии, документы, экспонаты, отражающие весь период существования этого общевойскового объединения. Автором экспозиций стал художник А. А. Сучков..
Коллекции располагаются в 14 залах на территории в 3 тыс. м². Рядом со зданием все желающие могут увидеть выставку военной техники. От легендарной «Катюши» и первенца советского танкостроении МС 1- до современного Т 80.
Часть экспонатов музея является настоящим раритетом. Здесь восстановлена тюремная камера, в которой перед казнью находился Сергей Лазо. Есть большой стол из кабинета маршала В. К. Блюхера, и командно-штабной вагон 1915 г.в., смонтирована диорама, показывающая один из боев с Японской Квантунской армией. Имеется множество других ценных экспонатов. Музей представляет и большую коллекцию отечественного и зарубежного оружия, наград, есть здесь модели обмундирования и снаряжения солдат военных лет.
|  | Некоторые экспонаты |  |
|  | --- |  |
|  | Слева танк БТ-7, один из немногих сохранившихся в мире экземпляров. Справа два танка Т-18, вооружение и ходовая часть которых восстановлены с неточностью. Третий хабаровский танк Т-18 установлен у здания штаба Дальневосточного военного округа.                                         |  |
|  | Из бронетанковой техники в музее также представлены: Т-34-85, ИС-3, Т-54, Т-80, БМП-1. Справа Т-62 с дополнительной бронезащитой на башне. |  |
|  | Артиллерия представлена 203-мм гаубицей Б-4, 152-мм пушкой-гаубицей Д-20, 152-мм гаубицей-пушкой МЛ-20, 122-мм гаубицей М-30, 100-мм полевой пушкой БС-3, 85-мм дивизионной пушкой Д-44, 76-мм дивизионной пушкой ЗИС-3, 57-мм дивизионной пушкой ЗИС-2, 45-мм противотанковой пушкой М-42. |  |
|  | Автомобили: ГАЗ-АА, ГАЗ-63, ЗИЛ-157, ГАЗ-66, Урал-4320, ЗИС-5 с пусковой установкой реактивной артиллерии БМ-13. Справа ЗИЛ-131 с 36-ствольной реактивной системой залпового огня «Град-1».                                                                                                 |  |
|  | Штабной вагон Маршала Советского Союза Блюхера, самолёт МиГ-15, противокорабельная ракета П-15 «Термит», зенитные ракеты С-75 и С-125, антенна радиолокатора, торпеды, донная и якорная морские мины, корабельная артиллерийская установка АК-630, тяжёлый огнемёт ТПО-50, полевая кухня.   |  |